# Cariamanga
Cariamanga ist eine Kleinstadt und ein Municipio in der Provinz Loja im Süden von Ecuador. Beim Zensus 2010 betrug die Einwohnerzahl im urbanen Bereich von Cariamanga 13.311. 9 Jahre zuvor lag die Einwohnerzahl bei 10.920. Cariamanga ist Verwaltungssitz des Kantons Calvas. Ferner bildet einen Teil des Municipios die Parroquia urbana Cariamanga. Die Stadt geht auf eine spanische Gründung aus dem Jahr 1546 zurück.

## Lage
Cariamanga liegt im Süden der Provinz Loja auf einer Höhe von 1946 m in den ecuadorianischen Anden. Die Stadt liegt 50 km südwestlich der Provinzhauptstadt Loja in der Quellregion der Quebrada Bella María, einem linken Nebenfluss des Río Catamayo. Die Stadt ist von 2500 m bis 2700 m hohen Bergen umgeben.

## Municipio
Das 373,6 km² große Municipio Cariamanga wird aus drei Parroquias urbanas gebildet: Cariamanga, Chile (⊙) und San Vincente (⊙). Es besaß beim Zensus 2010 eine Einwohnerzahl von 21.301. Chile liegt im Westen, San Vicente im Nordosten vom Stadtgebiet.

## Verkehr
Die Fernstraße E69 führt von Cariamanga in westlicher Richtung über Sozoranga nach Macará, wo ein Grenzübergang nach Peru existiert. Nach Nordosten führt die Fernstraße von Cariamanga über Gonzanamá und Catamayo nach Loja.

## Persönlichkeiten
- Jordy Jiménez (* 1994), Geher